# El campió (pel·lícula de 1979)
El Campió (The Champ) és una pel·lícula estatunidenca dirigida per Franco Zeffirelli, estrenada el 1979 i doblada al català

## Argument
Billy Flynn, un excampió boxejador, és ara entrenador de cavalls a Hialeah, Florida. Aconsegueix prou diners just per criar el seu fill petit T.J. Va tenir la seva custòdia després que la seva esposa Annie els va abandonar 7 anys enrere. Als 10 anys el seu fill T.J. admira el passat de campió de boxejador professional del seu pare. "El Campió" s'endeuta amb unes apostes i torna a la boxa per cobrir els deutes i donar-li al seu fill un millor futur. Llavors apareix la mare de T. J. sobtadament i la trama emocional es complica. En un darrer combat el pare és greument ferit i el seu fill aprecia com l'estima.

## Rebuda
Segons la crítica, la pel·lícula va ser menys reeixida que la seva predecessora de 1931. Ha estat catalogada com la Pel·lícula més trista de la història del cinema, gràcies a l'última escena en la qual el protagonista agonitza al ring davant del seu fill.

## Repartiment
- Jon Voight: Billy
- Faye Dunaway: Annie
- Rick Schroder: T.J.
- Jack Warden: Jackie
- Arthur Hill: Mike
- Strother Martin: Riley
- Joan Blondell: Dolly Kenyon
- Mary Jo Catlett: Josie
- Elisha Cook Jr.: Georgie
- Sam Levene (no surt als crèdits): Oncle Eddie

## Al voltant de la pel·lícula
- Remake d'una pel·lícula de King Vidor del 1931: El campió.